# Christine Bratu
Christine Bratu (* 17. Juli 1981 in München) ist eine deutsche Philosophin, seit April 2020 ist sie Professorin für Philosophie mit Schwerpunkt Genderforschung an der Georg-August-Universität Göttingen.

## Werdegang
Von 2001 bis 2006 studierte Bratu als Stipendiatin der Studienstiftung des deutschen Volkes Politikwissenschaft, Philosophie und Geschichte an der Ludwig-Maximilians-Universität München. Anschließend arbeitete sie von 2006 bis 2020 als wissenschaftliche Mitarbeiterin und später als akademische Rätin an der Fakultät für Philosophie, Wissenschaftstheorie und Religionswissenschaft der LMU München. Dort wurde sie 2011 mit einer Arbeit zu Liberalismus und Perfektionismus in der politischen Philosophie promoviert. In ihrer Habilitationsschrift befasst sie sich mit den Konzepten Achtung und Missachtung. Zu diesem Zweck verbrachte sie 2016 einen Forschungsaufenthalt an der Lehigh University in den USA und war 2019 Junior Research Fellow am Center for Advanced Sciences der LMU München.
Zu ihren Forschungsschwerpunkten zählen die analytische feministische Philosophie, die politische Philosophie und die praktische Philosophie. Die analytische feministische Philosophie spannt einen Bogen über verschiedene Bereiche der Philosophie darunter Ethik, Moralpsychologie, Epistemologie und Metaphysik. Bratu befasst sich insbesondere mit den Themen Achtung, Missachtung, Selbstachtung, soziale Unterordnung, epistemische Ungerechtigkeit, Geschlechtergerechtigkeit und Quoten, Zustimmung im Kontext Sexualität und Metaphysik von Gender. Bratus Forschungsinteressen in der politischen Philosophie sind insbesondere das Spannungsfeld zwischen Liberalismus und Perfektionismus, Meinungsfreiheit, Toleranz und Pluralismus. Im Bereich der Praktische Philosophie forscht sie zu den Themen Autonomie, besondere Pflichten sowie Themen der normativen Ethik und Metaethik.
Bratu argumentierte in einem Deutschlandfunk-Interview im Zusammenhang mit der Bundestagswahl 2025 für einen Paradigmenwechsel hin zu kontinuierlichem, kollektivem Aktivismus. Sie kritisiert das verbreitete Bild vom „einzelnen Helden“, der durch eine Handlung alles verändert, stattdessen setze nachhaltige politische Wirkung auf die repetitive Beteiligung Vieler. Wählen sei kein symbolischer Akt, sondern Teil eines kumulativen Drucks auf das politische System.
Sie warnt vor der fatalen Ohnmacht als moralischer Ausrede: Wer sich verweigert, entziehe sich verantwortungsvoller politischer Praxis. Der Weg zur Demokratiefähigkeit führe nicht über spektakuläre Heldentaten, sondern über das stete Handeln, etwa durch Wählen.
Bratu engagiert sich in der Society for Women in Philosophy und ist seit 2016 Vorstandsmitglied. Außerdem wirkt sie mit im BMBF-Verbundprojekt „Bildersturm: Frauen in der Philosophie sichtbar machen und neue Vorbilder etablieren“. Für ihre hervorragende Lehre wurde Bratu in den Jahren 2012, 2015, 2018 mit dem Preis für gute Lehre der Fachschaft Philosophie an der LMU München ausgezeichnet.